# بریزی پوینت (مینه‌سوتا)
بریزی پوینت، مینه‌سوتا (به انگلیسی: Breezy Point, Minnesota) یک شهر در ایالات متحده آمریکا است که در مینه‌سوتا واقع شده‌است.

## خصوصیات
بریزی پوینت ۴۲٫۸۹ کیلومترمربع مساحت و ۲٬۳۴۶ نفر جمعیت دارد و ۳۷۵ متر بالاتر از سطح دریا واقع شده‌است.